# Alexander Kops
Alexander Kops (Leidschendam, 23 november 1984) is een Nederlands politicus namens de Partij voor de Vrijheid (PVV). Sinds 23 maart 2017 is hij lid van de Tweede Kamer der Staten-Generaal.

## Carrière
Van 2008 tot 2010 was Kops werkzaam als leraar Duits. Tussen 2011 en 2014 was hij parlementair beleidsmedewerker van de PVV in het Europees Parlement.
Bij de Eerste Kamerverkiezingen van 2011 stond Kops op de veertiende plaats van de kandidatenlijst van de PVV, wat niet voldoende was om gekozen te worden. Op 1 juli 2014 werd hij alsnog geïnstalleerd als lid van de Eerste Kamer als opvolger van Marcel de Graaff, die afgetreden was in verband met zijn verkiezing als lid van het Europees Parlement. Bij de Eerste Kamerverkiezingen van 2015 werd hij herkozen.
In 2015 werd Kops tevens gekozen als lid van de Provinciale Staten van Gelderland; hij werd tevens vicefractievoorzitter van de PVV-fractie in de Staten.
In januari 2015 publiceerde Kops de dichtbundel "Door maanlicht gewekt - Gedichten uit Brussel en Den Haag".
Bij de Tweede Kamerverkiezingen van 2017 werd Kops, die op de negentiende plaats van de kandidatenlijst van de PVV stond, gekozen als lid van de Tweede Kamer. In verband hiermee trad hij op 21 maart 2017 af als lid van de Eerste Kamer. 

## Privé
Kops is woonachtig in het Gelderse Overasselt.
Max Aardema · Reinder Blaauw · Maikel Boon · Vincent van den Born · Martin Bosma · Willem Boutkan · René Claassen · Patrick Crijns · Marco Deen · Teun van Dijck · Emiel van Dijk · Eric Esser · Chris Faddegon · Dion Graus · Peter van Haasen · Hidde Heutink · Patrick van der Hoeff · Léon de Jong · Alexander Kops · Gidi Markuszower · Rachel van Meetelen · Jeremy Mooiman · Edgar Mulder · Jeanet Nijhof-Leeuw · Joeri Pool · Dennis Ram · Robert Rep · Raymond de Roon · Peter Smitskam · Folkert Thiadens · Nico Uppelschoten · Jan Valize · Martine van der Velde · Elmar Vlottes · Marina Vondeling · Henk de Vree · Geert Wilders
- Parlement.com: vjkybkrveadl